# سرخة درة
سرخة درة هي قرية في مقاطعة كرج، إيران. يقدر عدد سكانها بـ 183 نسمة بحسب إحصاء 2016.